# 二島駅
二島駅（ふたじまえき）は、福岡県北九州市若松区二島一丁目にある、九州旅客鉄道（JR九州）筑豊本線（若松線）の駅である。駅番号はJE03。

## 歴史
- 1899年（明治32年）8月5日[1]：九州鉄道（初代）が開設[2]。
- 1907年（明治40年）7月1日：九州鉄道が国有化され帝国鉄道庁が所管[2]。
- 1959年（昭和34年）6月12日：駅舎改築[3]。
- 1982年（昭和57年）11月15日：貨物取扱廃止[4]
- 1984年（昭和59年）2月1日：荷物扱い廃止[4]。業務委託駅となる[5]。
- 1987年（昭和62年）4月1日：国鉄分割民営化に伴い、九州旅客鉄道（JR九州）の駅となる[6]。
- 2000年（平成12年）11月19日：自動改札機を設置し、供用開始[7]。
- 2009年（平成21年）3月1日：ICカード「SUGOCA」の利用を開始[8]。
- 2017年（平成29年）3月4日：若松駅 - 新入駅間（折尾駅を除く）の10駅と共に駅遠隔案内システム（Smart Support Station）「ANSWER」の導入に伴い無人化[9][10]。

## 駅構造
相対式ホーム2面2線を有する地上駅。互いのホームは跨線橋で連絡している。
無人駅であり自動券売機および自動改札機が設置されている。SUGOCA等のICカードと磁気券が利用可能である。自動改札機の磁気券投入口は塞がれているが、二島駅では磁気券を投入せずにそのまま通過し、降車時は運賃箱に磁気券、運賃等を投入する。また、無記名式SUGOCAを自動券売機で新規発行が可能である。2017年3月4日以降は駅遠隔案内システム「ANSWER」が導入されている（中間駅併設のサポートセンターからの遠隔管理）。

### のりば
| のりば | 路線   | 方向 | 行先     |
| ------ | ------ | ---- | -------- |
| 1      | 若松線 | 上り | 若松方面 |
| 2      | 若松線 | 下り | 折尾方面 |

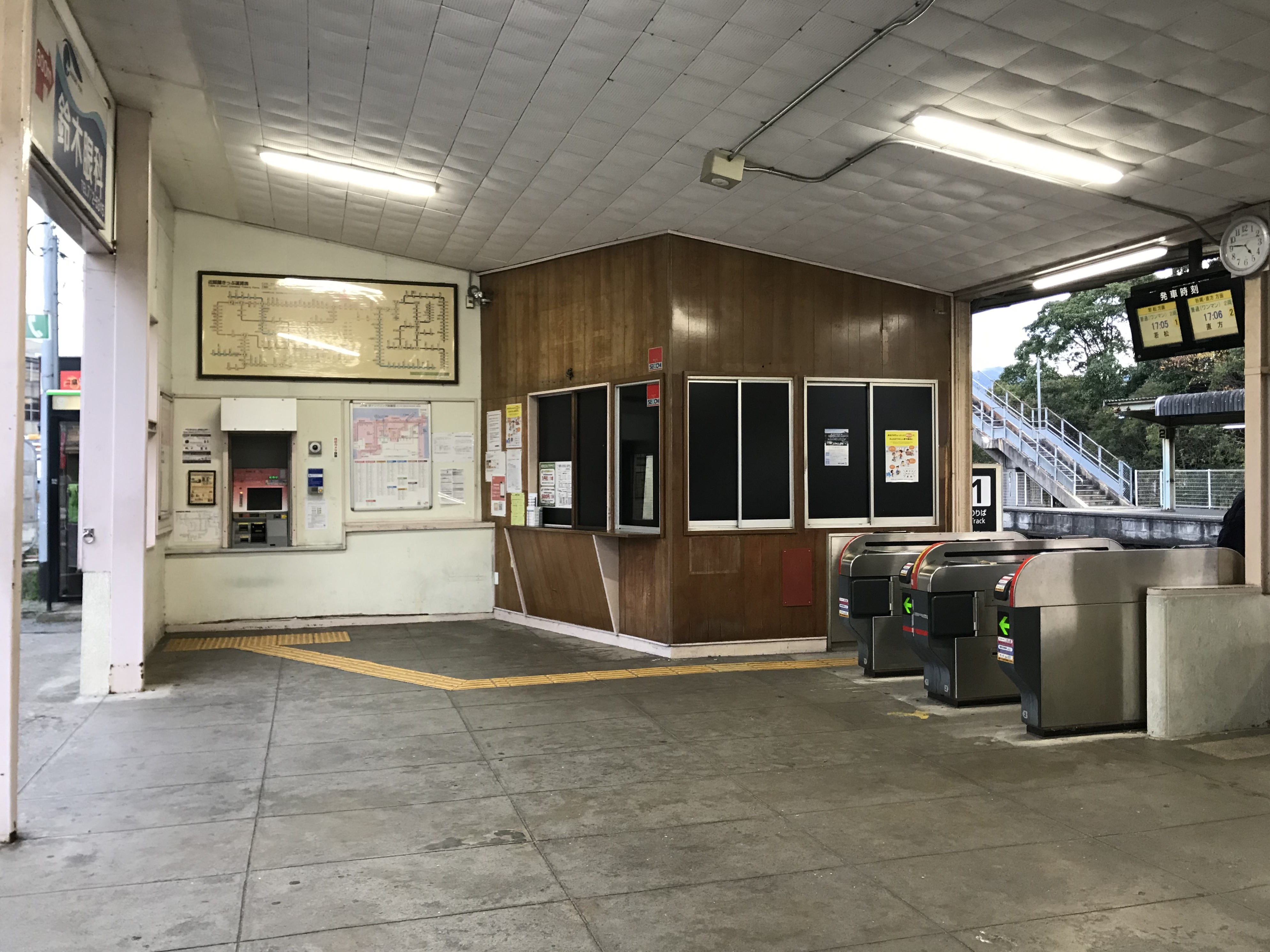
駅舎内（2018年11月）
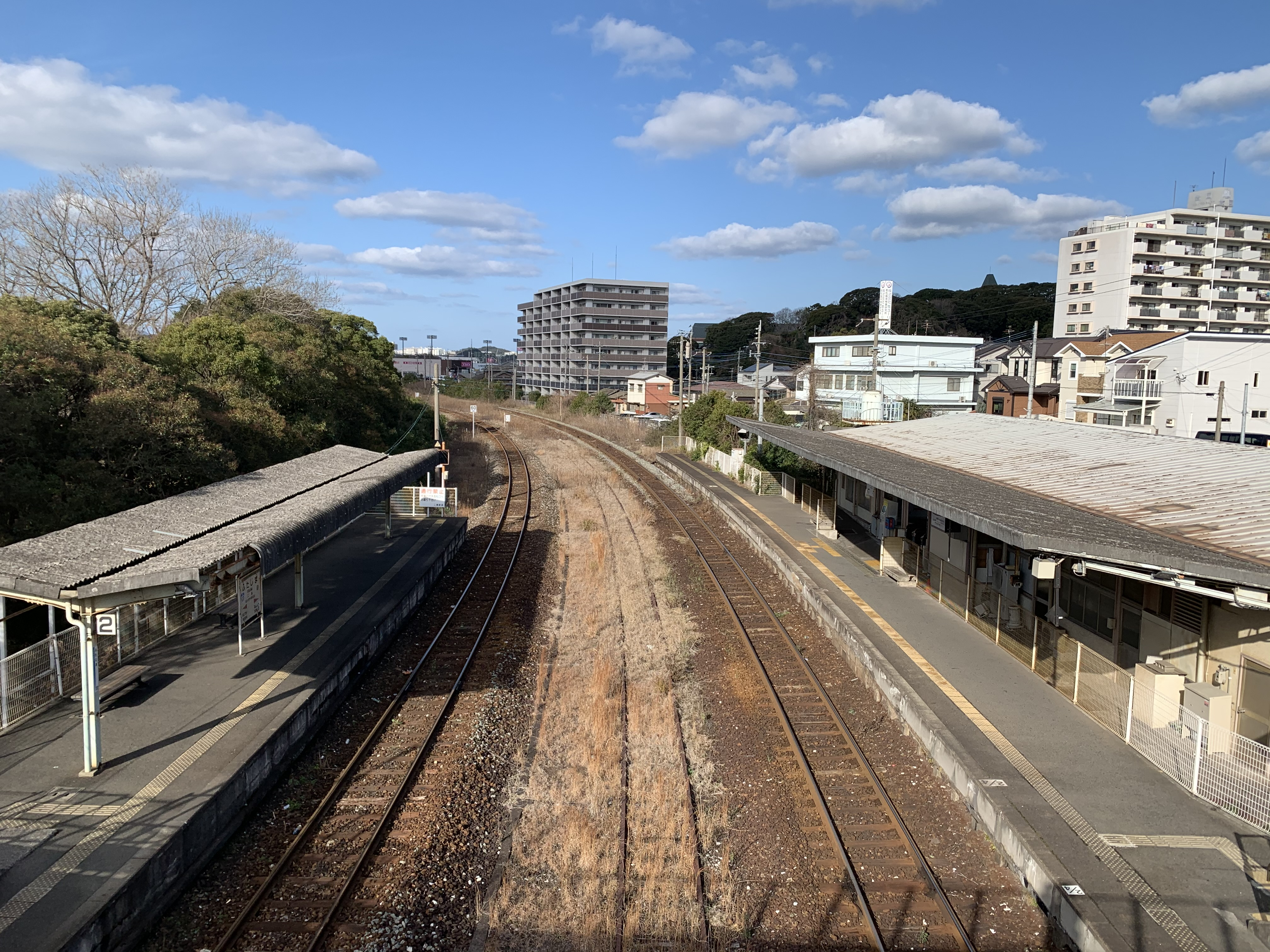
駅構内（2021年2月、跨線橋から）
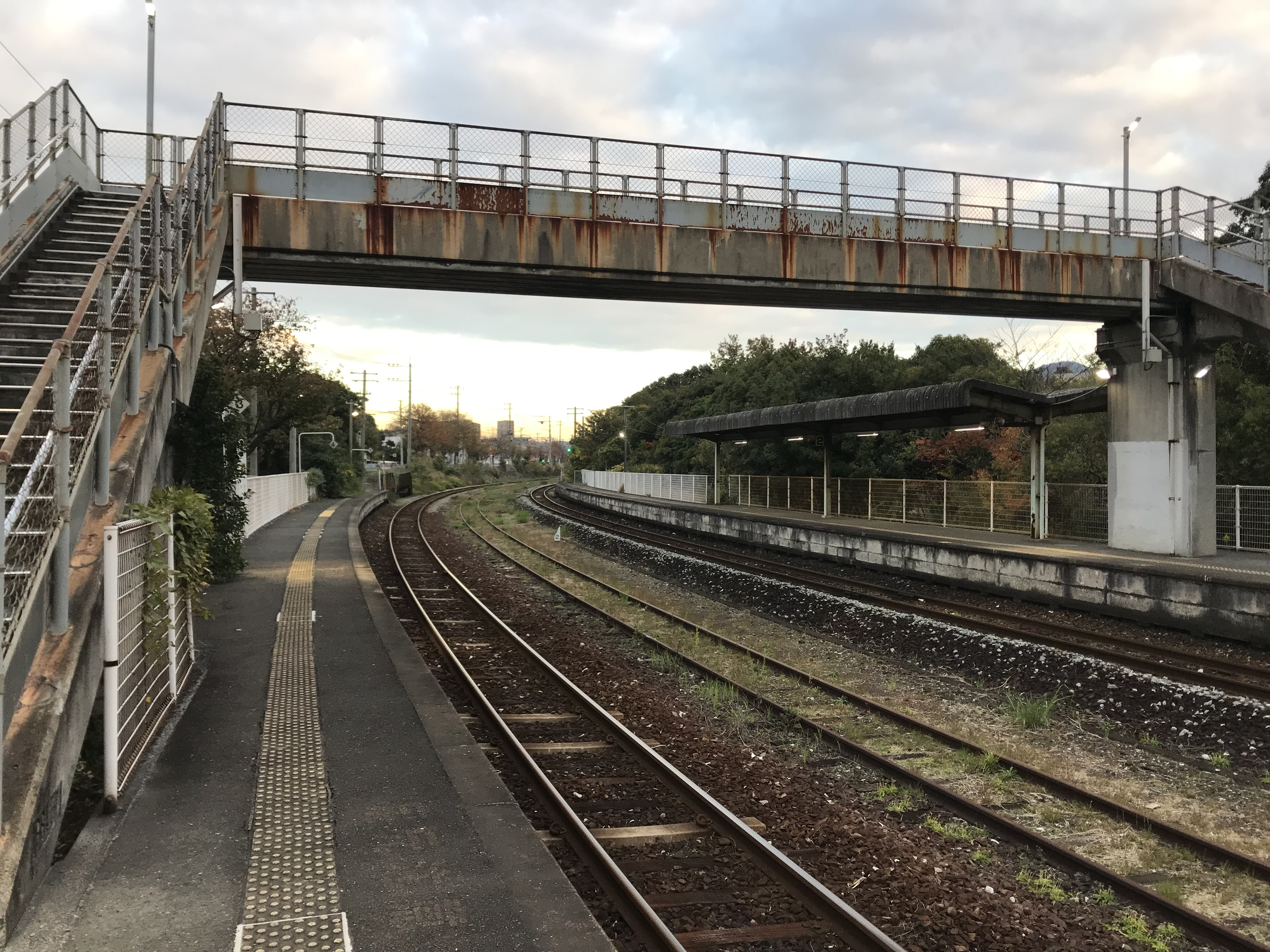
駅構内（2018年11月、跨線橋付近）

## 利用状況
2020年（令和2年）度の1日平均乗車人員は1,040人である。
JR九州及びとうけい北九州によると、近年の1日平均乗車人員の推移は下記の通り。
| 年度   | 1日平均 乗車人員 |
| ------ | ---------------- |
| 2000年 | 1,818            |
| 2001年 | 1,685            |
| 2002年 | 1,568            |
| 2003年 | 1,481            |
| 2004年 | 1,464            |
| 2005年 | 1,397            |
| 2006年 | 1,392            |
| 2007年 | 1,369            |
| 2008年 | 1,340            |
| 2009年 | 1,308            |
| 2010年 | 1,328            |
| 2011年 | 1,351            |
| 2012年 | 1,379            |
| 2013年 | 1,407            |
| 2014年 | 1,339            |
| 2015年 | 1,391            |
| 2016年 | 1,412            |
| 2017年 | 1,364            |
| 2018年 | 1,335            |
| 2019年 | 1,281            |
| 2020年 | 1,040            |

## 駅周辺

### 学校

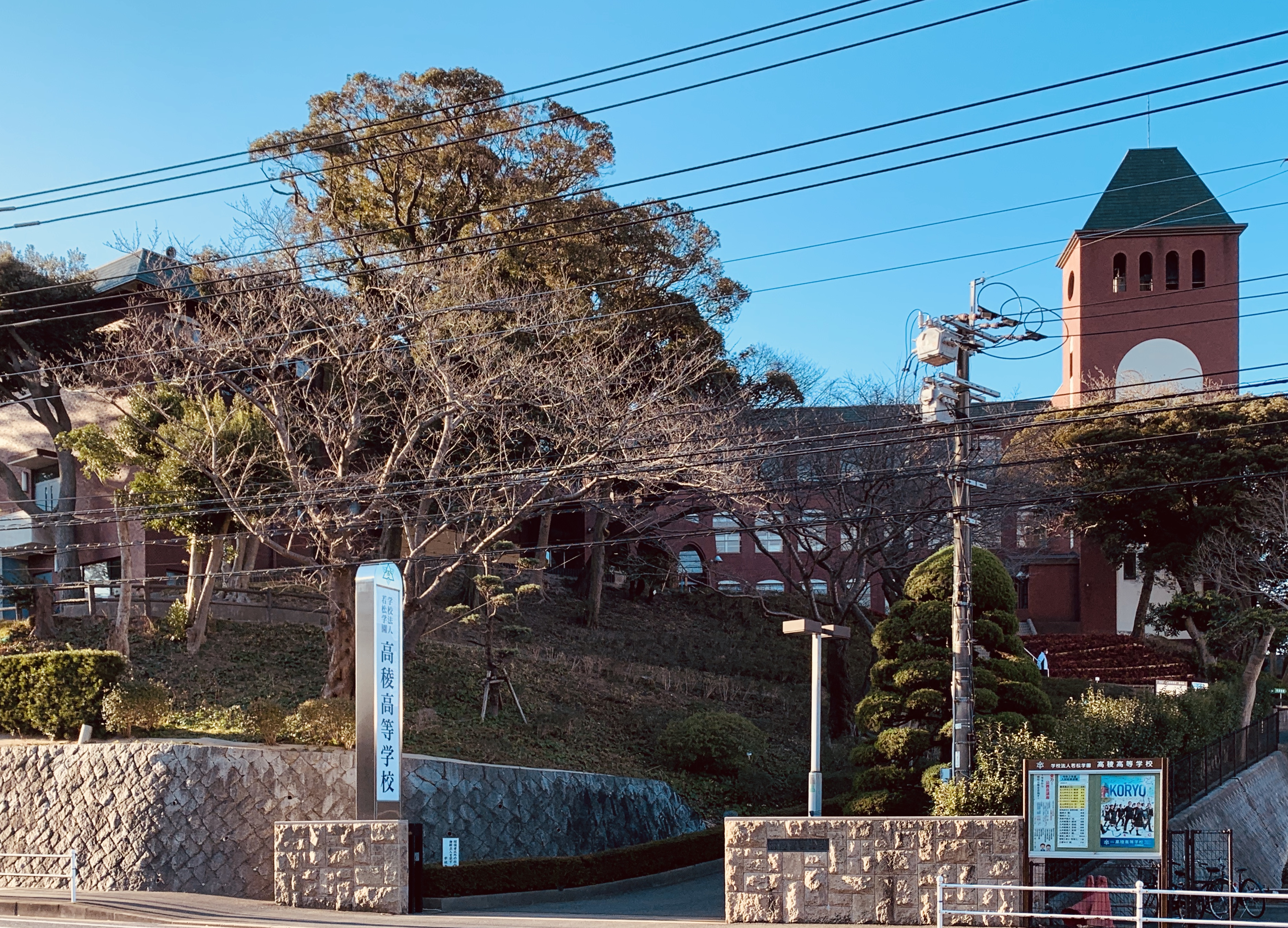
二島駅近くにある高稜高等学校（徒歩5分）

- 高稜高等学校
- 福岡県立若松商業高等学校
- 北九州市立二島中学校
- 北九州市立二島小学校

### 施設・道路など
- 国道199号
- 二島郵便局
- イオン若松ショッピングセンター
- ディスカウント ドラッグコスモス
- 江川
- 快適倶楽部リフレ（フィットネスクラブ）
- 八幡自動車学校
- 北九州市立本城陸上競技場
- 二島工業団地
  - シャボン玉石けん本社
  - 東京製鐵九州工場
  - ニシケン若松営業所
  - アクティオ若松営業所　他
- 北九州市営バス発着場（駅構内にバス停は存在するが、降車専用となっており、乗車可能なのは国道199号沿いに設置されている「二島駅」バス停）
- もりのなかま保育園二島園
- 北九州市立西部斎場
- デンソー九州本社・北九州工場

## その他
- 鮎川哲也の推理小説「黒いトランク」に、事件の発端となる死体詰めトランクの発送元の駅として登場する。作者は戦時中の数ヶ月間、二島に居住していたという[14]。

## 隣の駅
九州旅客鉄道（JR九州）
 若松線（筑豊本線）
奥洞海駅（JE04） - 二島駅（JE03） - 本城駅（JE02）